# Liste von Persönlichkeiten der Stadt Brăila

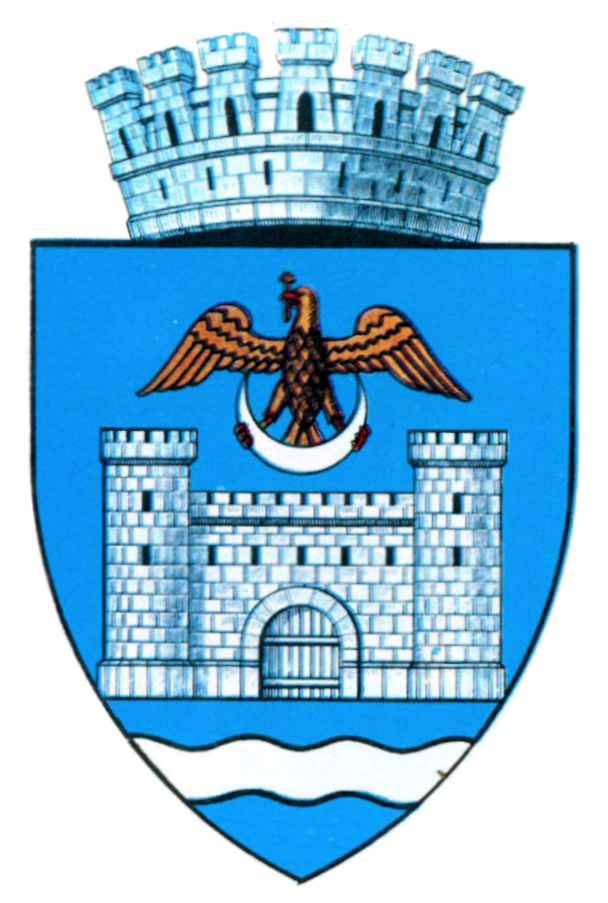
Wappen der Stadt Brăila

Die folgende Liste enthält Personen, die in der rumänischen Stadt Brăila geboren wurden. Die Liste erhebt keinen Anspruch auf Vollständigkeit.

## In Brăila geborene Persönlichkeiten

### Ab 1800

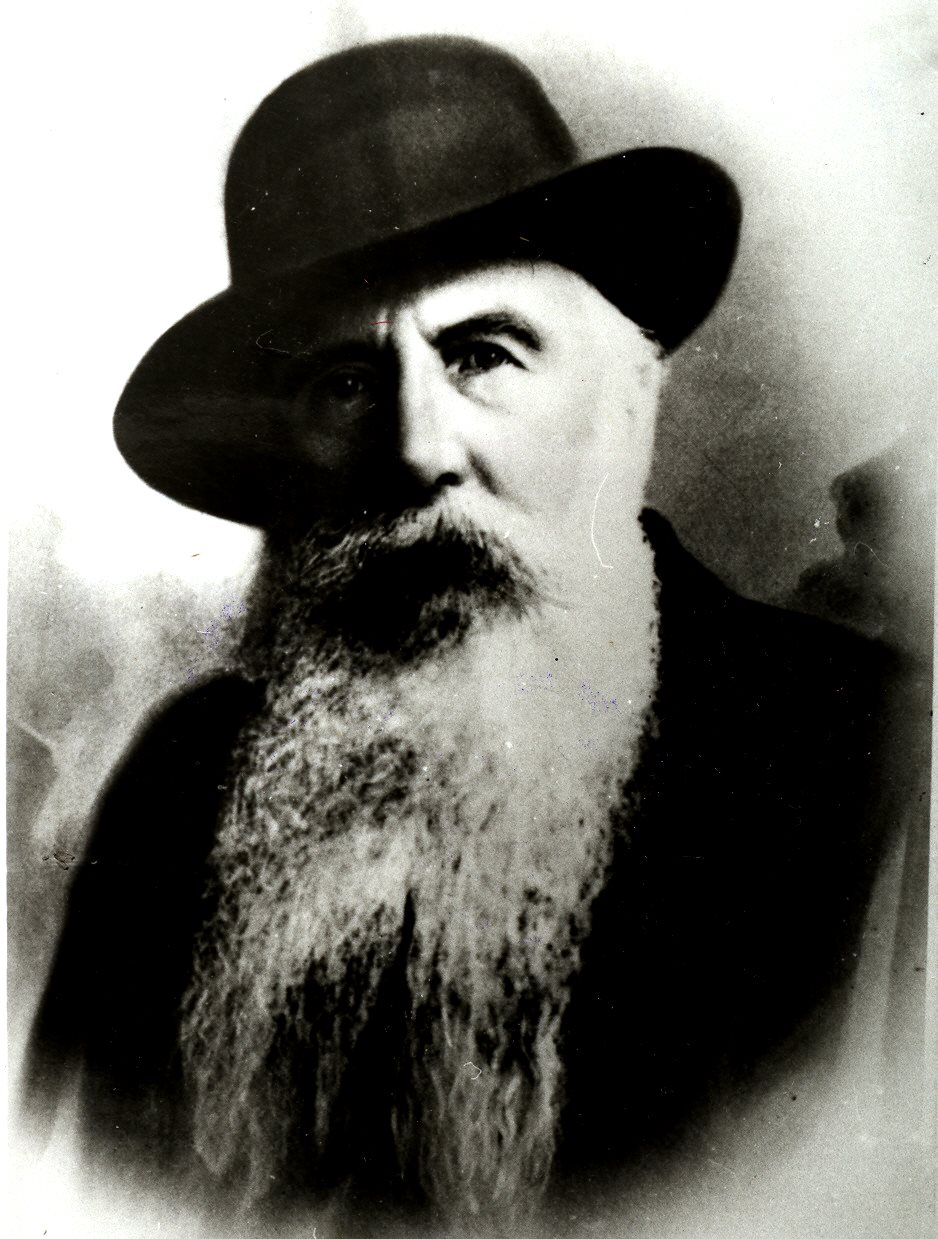
Nicolae Teclu

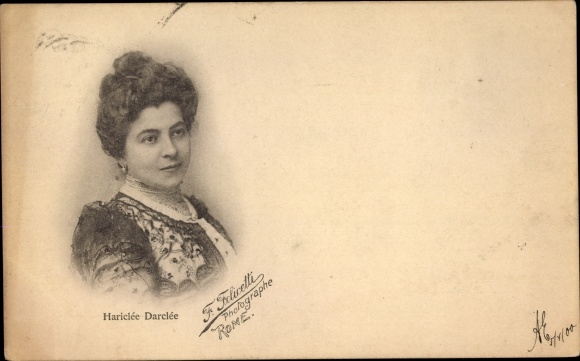
Hariclea Darclée

- Nicolae Teclu (1838–1916), Chemiker und Architekt
- Hariclea Darclée (1860–1939), Opernsängerin
- Constantin von Economo (1876–1931), Psychiater und Neurologe
- Markus Sternlieb (1877–1934), Architekt in Deutschland
- Panait Istrati (1884–1935), Schriftsteller
- Nicolae C. Ionescu (1890–1940), Philosoph und Theologe
- Petre Andrei (1891–1940), Soziologe
- Lia Rosen (1893–1972), Schauspielerin
- Marcelle Kraemer-Bach (1895–1990), französische Rechtsanwältin und Feministin
- Ana Aslan (1897–1988), Medizinerin und Gerontologin

### 1901 bis 1960

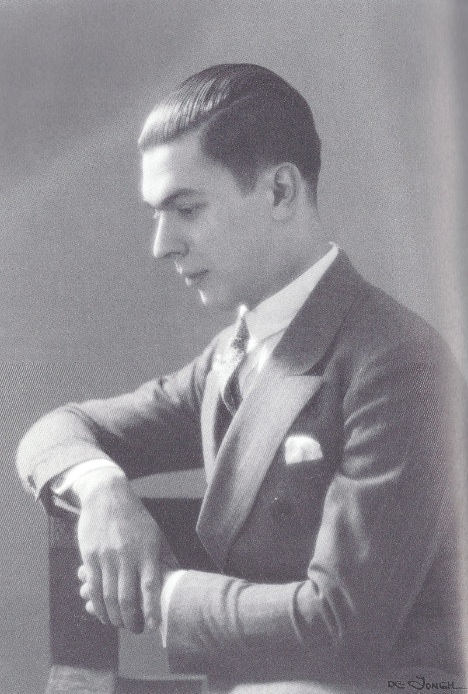
Andreas Embirikos

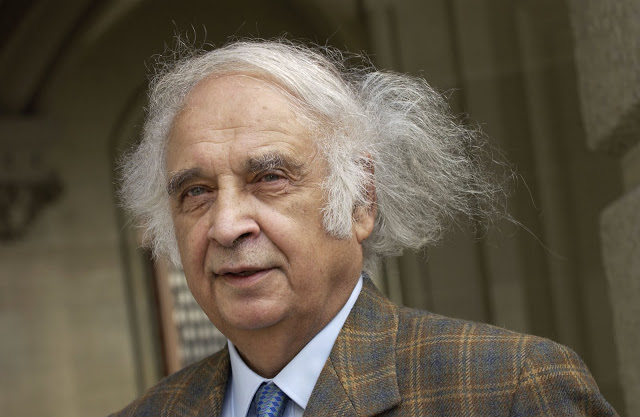
Serge Moscovici

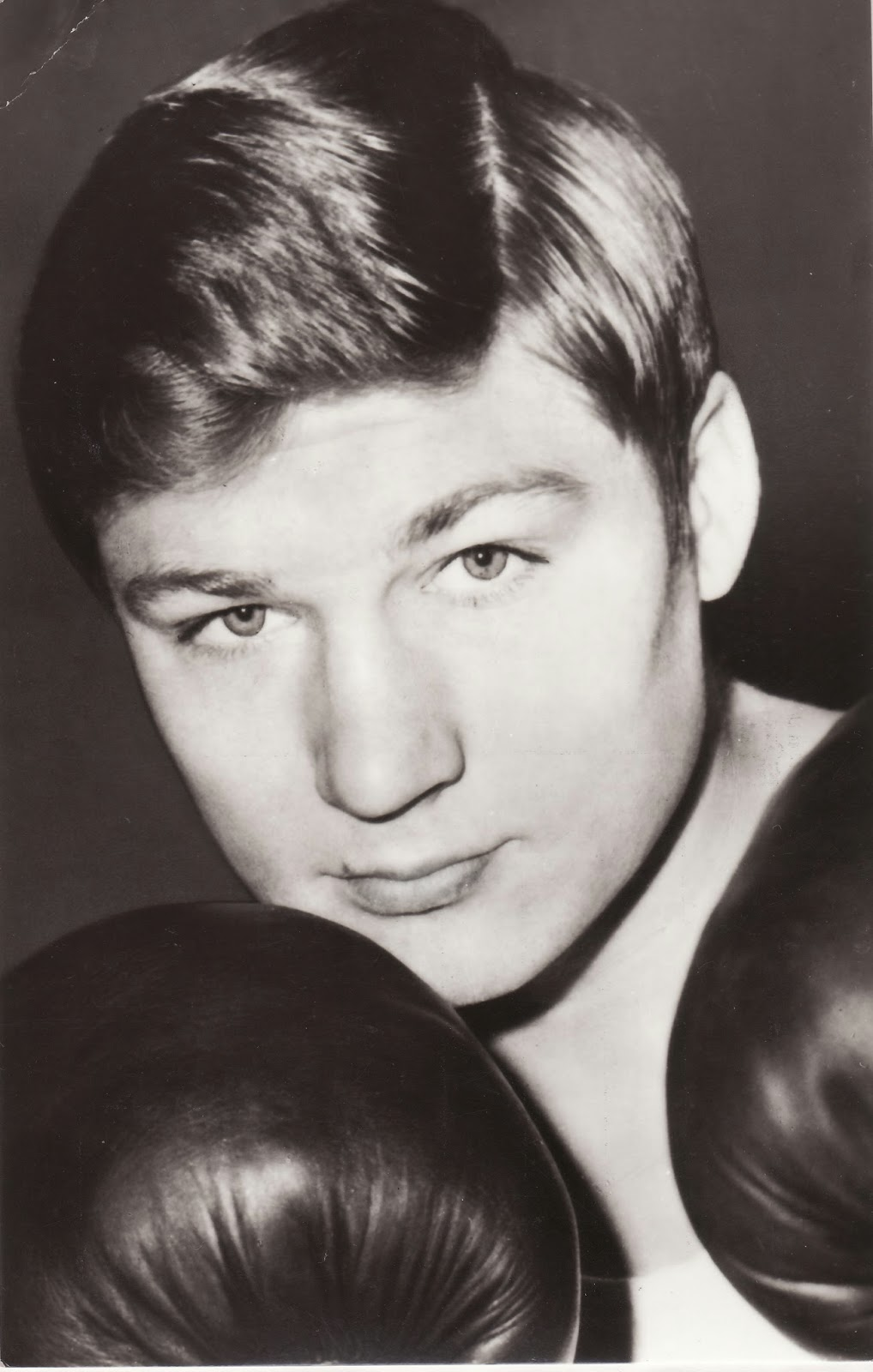
Calistrat Cuțov

- Andreas Embirikos (1901–1975), Dichter
- Jean Moscopol (1903–1980), Sänger der Zwischenkriegszeit
- Ilarie Voronca (1903–1946), Schriftsteller
- Joseph M. Juran (1904–2008), Wirtschaftsingenieur
- Rafael Schächter (1905–1944/1945), Pianist, Komponist und Dirigent
- Gheorghe Mihoc (1906–1981), Mathematiker und Politiker
- Christos Tsaganeas (1906–1976), Schauspieler[1]
- Mihail Sebastian (1907–1945), Schriftsteller
- Virgil Mormocea (1909–1998), Radrennfahrer
- Ștefan Bălan (1913–1991), Politiker
- Isidor Burdin (1914–1999), Violinist, Dirigent und Komponist
- Valeriu Niculescu (1914–1986), Fußballspieler
- Manea Mănescu (1916–2009), Ministerpräsident
- Ștefan Filotti (1922–1969), Fußballspieler
- Iannis Xenakis (1922–2001), Komponist und Architekt
- Ștefan Mihăilescu-Brăila (1925–1996), Schauspieler
- Serge Moscovici (1925–2014), Sozialpsychologe
- George Grigoriu (1927–1999), Musiker und Songwriter
- Constantin Toma (1928–2008), Fußballspieler
- Johnny Răducanu (1931–2011), Jazzmusiker
- Antigone Kefala (1931–2022), Dichterin[2]
- Maria Albuleț (1932–2005), Schachspielerin
- Nicolae Rainea (1933–2015), Fußballschiedsrichter
- Calistrat Cuțov (1948–2025), Boxer
- Fred Popovici (* 1948), Komponist
- Simion Cuțov (1952–1993), Boxer
- Tudorel Stoica (* 1954), Fußballspieler
- Nicolae Tilihoi (1956–2018), Fußballspieler

### 1961 bis 1990
- Lică Movilă (* 1961), Fußballspieler

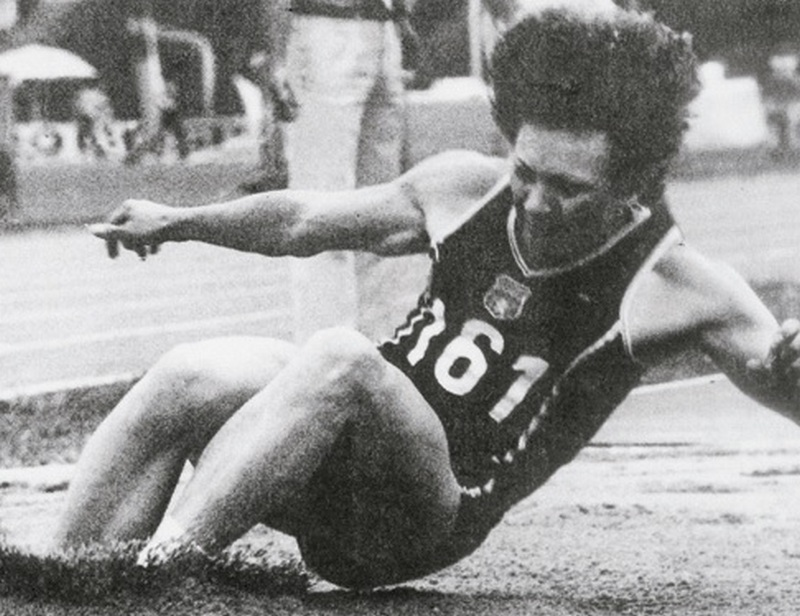
Anișoara Stanciu

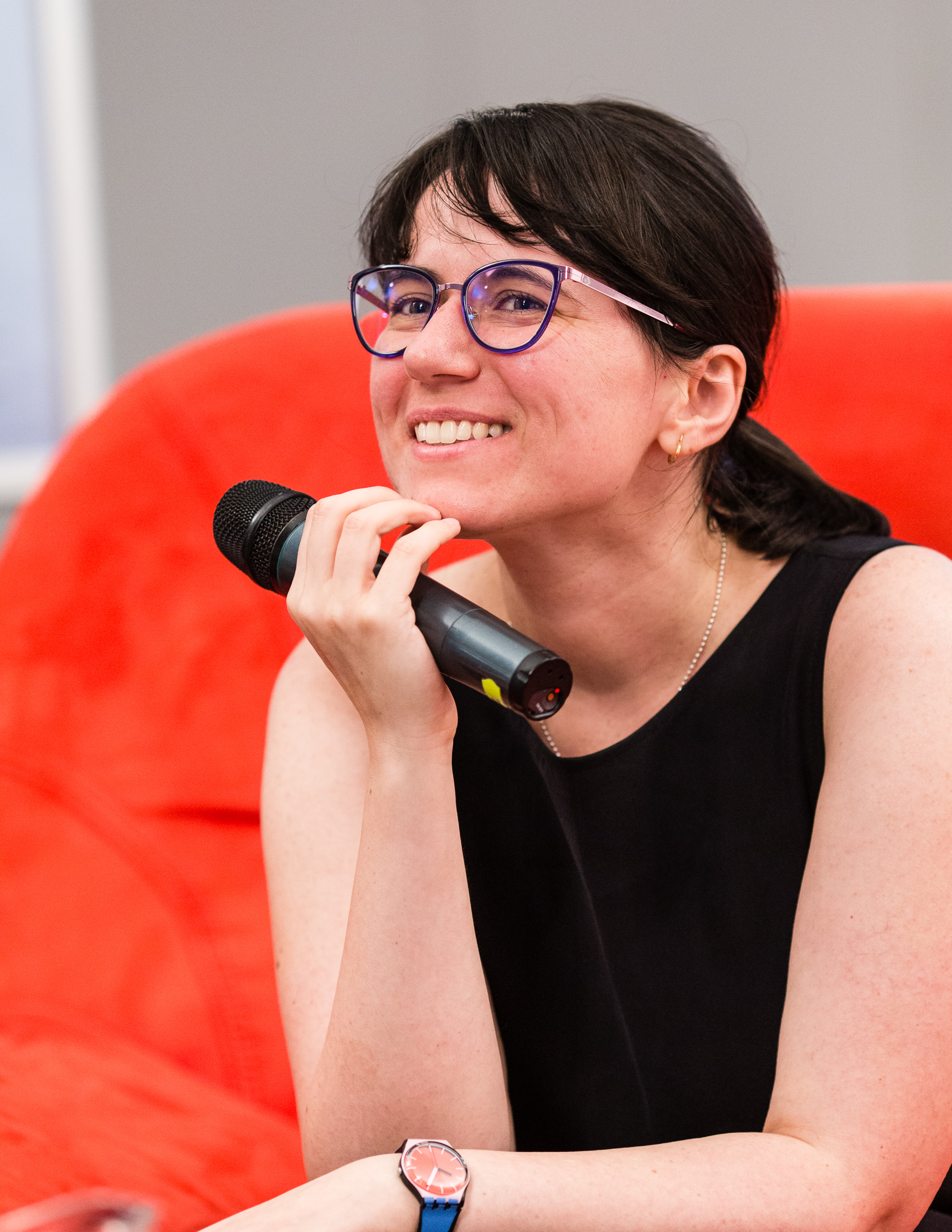
Lavinia Braniște

- Anișoara Stanciu (* 1962; geb. Cușmir), Weitspringerin
- Daniela Costian (* 1965), Diskuswerferin
- Dan Dediu (* 1967), Komponist
- Mihai Tudose (* 1967), Ministerpräsident
- Bogdan Uritescu (* 1967), Schauspieler und Stuntman
- Florian Tudor (* 1973), Ruderer
- Beatrice Câșlaru (* 1975), Schwimmerin
- Adelina Gavrilă (* 1978), Leichtathletin
- Cosmin Pricop (* 1981), orthodoxer Priester und Neutestamentler
- Camelia Potec (* 1982), Schwimmerin und Olympiasiegerin
- Lavinia Braniște (* 1983), Schriftstellerin und Übersetzerin
- Diana Mocanu (* 1984), Schwimmerin und Olympiasiegerin
- Anamaria Ioniță (* 1988), Leichtathletin
- Alexandru Chipciu (* 1989), Fußballspieler

### Ab 1991
- Florinel Coman (* 1998), Fußballspieler
- Iulia Banaga (* 1999), Leichtathletin
- Georgia Crăciun (* 1999), Tennisspielerin
- Daniel Bîrligea (* 2000), Fußballspieler